# Wahlbezirk Österreich unter der Enns 62
Der Wahlbezirk Österreich unter der Enns 62 war ein Wahlkreis für die Wahlen zum Abgeordnetenhaus im österreichischen Kronland Österreich unter der Enns. Der Wahlbezirk wurde 1907 mit der Einführung der Reichsratswahlordnung geschaffen und bestand bis zum Zusammenbruch der Habsburgermonarchie.

## Geschichte
Nachdem der Reichsrat im Herbst 1906 das allgemeine, gleiche, geheime und direkte Männerwahlrecht beschlossen hatte, wurde mit 26. Jänner 1907 die große Wahlrechtsreform durch Sanktionierung von Kaiser Franz Joseph I. gültig. Mit der neuen Reichsratswahlordnung schuf man insgesamt 516 Wahlbezirke, wobei mit Ausnahme Galiziens in jedem Wahlbezirk ein Abgeordneter im Zuge der Reichsratswahl gewählt wurde. Der Abgeordnete musst sich dabei im ersten Wahlgang oder in einer Stichwahl mit absoluter Mehrheit durchsetzen. Der Wahlkreis Österreich unter der Enns 62 umfasste die Gerichtsbezirke Spitz, Pöggstall, Persenbeug und Ottenschlag.
Aus der Reichsratswahl 1907 ging Karl Jedek (Christlichsoziale Partei) als Sieger im ersten Wahlgang hervor. Er konnte 93 Prozent der Stimmen erreichen, während der Sozialdemokrat Josef Seleskowitsch auf 5 Prozent kam. Bei der Reichsratswahl 1911 konnte Jedek sein Mandat erfolgreich verteidigen. Er setzte sich mit 77 Prozent erneut im ersten Wahlgang durch. Den zweiten Platz belegte der bäuerliche Kandidat Heißenberger mit 17 Prozent.

## Wahlen

### Reichsratswahl 1907
Die Reichsratswahl 1907 wurde am 14. Mai 1907 (erster Wahlgang) durchgeführt. Die Stichwahl entfiel auf Grund der absoluten Mehrheit von Karl Jedek im ersten Wahlgang.
| Kandidat                                                                     | Partei                             | Wahlkreis- stimmen | Stimmen- anteil |
| ---------------------------------------------------------------------------- | ---------------------------------- | ------------------ | --------------- |
| Karl Jedek                                                                   | Christlichsoziale Partei           | 8073               | 92,8 %          |
| Josef Seleskowitsch                                                          | Sozialdemokratische Arbeiterpartei | 391                | 4,5 %           |
| Sonstige                                                                     |                                    | 240                | 2,8 %           |
| Wahlberechtigte: 9650, Ungültige/Leere Stimmen: 472, Wahlbeteiligung: 95,1 % |                                    |                    |                 |

### Reichsratswahl 1911
Die Reichsratswahl 1911 wurde am 13. Juni 1911 (erster Wahlgang) durchgeführt. Die Stichwahl entfiel auf Grund der absoluten Mehrheit von Karl Jedek im ersten Wahlgang.
| Kandidat                                                                     | Partei                             | Wahlkreis- stimmen | Stimmen- anteil |
| ---------------------------------------------------------------------------- | ---------------------------------- | ------------------ | --------------- |
| Karl Jedek                                                                   | Christlichsoziale Partei           | 6739               | 77,4 %          |
| Heißenberger                                                                 | Deutscher Hauer- und Bauernbund    | 1486               | 17,1 %          |
| Johann Pölzer                                                                | Sozialdemokratische Arbeiterpartei | 358                | 4,1 %           |
| Sonstige                                                                     |                                    | 123                | 1,4 %           |
| Wahlberechtigte: 9632, Ungültige/Leere Stimmen: 423, Wahlbeteiligung: 94,8 % |                                    |                    |                 |